# Gypsophila acutifolia
Gypsophila acutifolia là loài thực vật có hoa thuộc họ Cẩm chướng. Loài này được Steven ex Spreng. mô tả khoa học đầu tiên năm 1818.